# Ma Jun (environnementaliste)
Pour les articles homonymes, voir Ma Jun.
Dans ce nom, le nom de famille, Ma, précède le nom personnel Jun.
Ma Jun (chinois simplifié : 马钧 ; chinois traditionnel : 馬鈞 ; pinyin : mǎ jūn ; Wade : Ma Chün), né le 22 mai 1968 à Qingdao, dans la province du Shandong, est un environnementaliste de la République populaire de Chine.
Journaliste d'investigation, il mène une enquête sur l'eau et la pollution des rivières en Chine. À la suite de cette enquête, il publie un livre La crise de l'eau en Chine qui lui apporte une certaine notoriété. Soutenu par le gouvernement de Pékin, il fonde alors une ONG nommée « Institut des affaires publiques et environnementales », qui aide les entreprises à résoudre leurs problèmes liés à la pollution et l'environnement.

## Récompenses
Il reçoit le prix Ramon-Magsaysay pour le Journalisme, littérature et arts de la communication créative en 2009.
Il a reçu le prix Goldman pour l'environnement en 2012.
En 2015, il est le premier entrepreneur social chinois à recevoir le prix Skoll.

## Biographie
Il étudie à partir de 1992 à l'Institut des relations internationales (zh) (国际关系学院), à Pékin.
Après ses études d'anglais et de journalisme, il rejoint le bureau de Pékin du South China Morning Post. Il se promène alors à travers le pays et fait différents rapports sur les pollutions engendrées par le boom économique de la Chine.
Il devient ensuite un consultant environnementaliste, et rejoint ensuite l'université Yale et fait des études comparatives entre les gouvernances environnementales des États-Unis et de la Chine.
En 2016, il apparaît sur National Geographic Channel dans le film Avant le déluge qui traite du changement climatique.
Il est également interviewé dans le film Death by design (d) qui traite de la pollution de l'industrie électronique.

## Publications
- (zh) 《中国水危机》,‎ 1999